# Evangelische Akademie Wien
Die Evangelische Akademie Wien (EAW), gegründet 1962, ist eine österreichische Institution der Erwachsenenbildung.

## Tätigkeit
Die Bildungseinrichtung sieht sich als „Ort des Gesprächs und der geistigen Kontroverse zwischen verschiedenen Glaubenshaltungen, Weltanschauungen und politischen Einstellungen.“ Sie bemüht sich um eine „Gesprächskultur der gleichberechtigten Beteiligung von TeilnehmerInnen, Fachleuten und VertreterInnen gegensätzlicher Standpunkte“ und will einen Freiraum für Begegnungen und Auseinandersetzungen anbieten. Sie ist als gemeinnütziger Verein organisiert.
Die EAW veranstaltet Vorträge, Seminare, Tagungen, Workshops und Fortbildungen, ermöglicht Forschungsarbeiten und sieht sich als Schnittstelle des kirchlichen Bereiches mit der staatlich geförderten und öffentlich ausgerichteten Erwachsenenbildung.
Direktorin ist die deutsche Kulturwissenschaftlerin Kirsten Beuth.

## Leitung
- 1966–1993: Ulrich Trinks
- 1994–1996: Thomas Krobath
- 1997–2001: Albert Brandstätter, Waltraud Riegler
- 2001–2005: Waltraud Riegler, Roland Ritter-Werneck
- 2006–2011: Waltraut Kovacic
- seit 2011: Kirsten Beuth